# Bacci (famiglia)

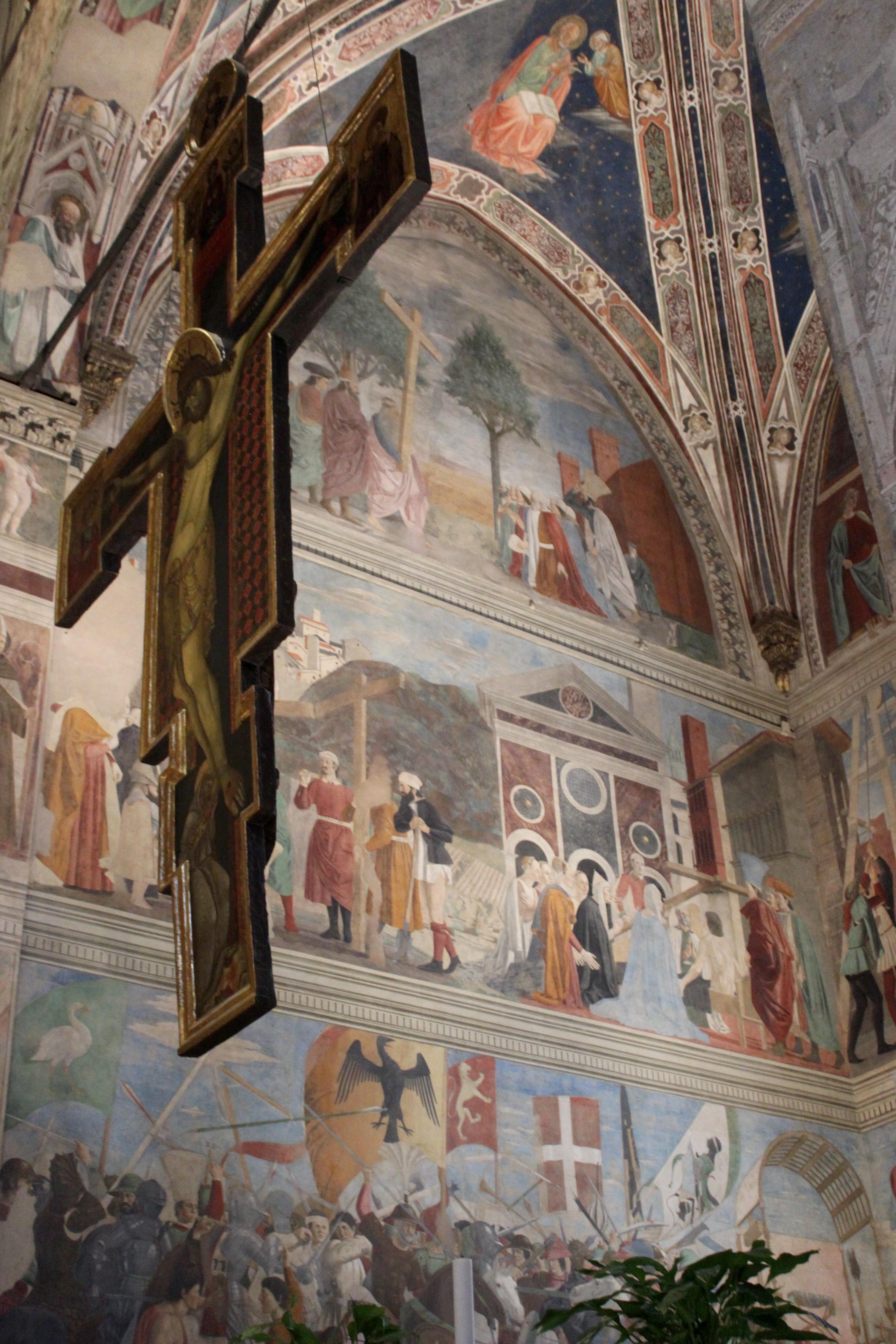
Arezzo, Storie della Vera Croce, affreschi opera di Piero della Francesca, 1452-1466

Bacci, nobile famiglia ghibellina di Arezzo. Divisa in diversi rami, da essa discesero gli Alberti di Firenze. in Italia ci sono circa 3860 famiglie bacci. La maggior parte di queste sono in: Toscana, Emilia Romagna, Lazio e Veneto.
Ebbe cavalieri di Santo Stefano e cavalieri di Malta e si imparentò con molte delle famiglie più importanti: i conti di Carpegna, i conti di Santa Fiora e i Tarlati di Pietramala. Molto potente in Arezzo, annoverò letterati, giuristi, militari e prelati.
Si distinse per numerosi atti di devozione: fece erigere diverse chiese in città e nei dintorni; nella Basilica di San Francesco ad Arezzo commissionò il coro della chiesa e nella cappella maggiore il ciclo di affreschi Storie della Vera Croce, opera di Piero della Francesca del 1452/1466, uno dei capolavori di tutta la pittura rinascimentale.

## Esponenti illustri
- Francesco di Baccio (XIV secolo), giureconsulto e vicario generale del vescovo di Trento[4]
- Giovanni Bacci (XIV secolo), chierico della Camera Apostolica[4]
- Baccio Bacci XIV secolo, magnate di Arezzo
- Agnolo di Maso Bacci (XIV secolo), magnate di Arezzo
- Baccio di Maso Bacci (XV secolo), magnate di Arezzo
- Giovanni Bacci (XV secolo), auditore degli Sforza di Milano[4]
- Carlo Bacci (XVI secolo), ambasciatore presso la Corte Papale[4]
- Andrea Bacci (1524-1600), medico di papa Sisto V[5]
- Giacomo Pietro Bacci (1575-1656), letterato[6]